# Чернишня (присілок)
Чернишня (рос. Чернишня) — присілок в Жуковському районі Калузької області Російської Федерації.
Населення становить 6 осіб. Входить до складу муніципального утворення Присілок Корсаково.

## Історія
Від 2004 року входить до складу муніципального утворення Присілок Корсаково

## Населення
1. Н/Д[2]